# Campionato mondiale femminile di pallacanestro 2014
La XVII edizione del Campionato Mondiale di Pallacanestro Femminile FIBA si è disputata in Turchia dal 27 settembre al 5 ottobre 2014. Le partite si sono disputate in 3 arene diverse, 2 nella città di Istanbul ed una nella capitale Ankara. Gli Stati Uniti si sono confermati Campioni del mondo per la nona volta battendo in finale la nazionale Spagnola, garantendosi anche la qualificazione per le Olimpiadi di Rio 2016.

## Squadre partecipanti
Partecipano 16 squadre, divise per la fase eliminatoria in 4 gruppi da 4 ciascuno. Le prime tre squadre classificate di ogni gruppo, accederanno alla fase successiva, in cui però la formula cambia rispetto all'edizione precedente.
La Turchia si è qualificata come paese ospitante. Gli Stati Uniti hanno ottenuto la qualificazione quale squadra vincitrice del torneo olimpico di Londra 2012. Le altre 14 squadre si sono qualificate attraverso i rispettivi tornei continentali (5 per l'Europa, 3 per le Americhe, 3 per l'Asia, 2 per l'Africa e 1 per l'Oceania).
| Evento                                    | Data                       | Luogo                   | Posti | Qualificati                                 |
| ----------------------------------------- | -------------------------- | ----------------------- | ----- | ------------------------------------------- |
| Nazione ospitante                         | –                          | –                       | 1     | Turchia                                     |
| Olimpiadi 2012                            | 29 luglio–12 agosto 2012   | Londra                  | 1     | Stati Uniti                                 |
| FIBA AfroBasket Women 2013                | 20-29 settembre 2013       | Mozambico               | 2     | Angola Mozambico                            |
| FIBA Americas Championship for Women 2013 | 23-29 settembre 2013       | Messico                 | 3     | Brasile Canada Cuba                         |
| FIBA Asia Championship for Women 2013     | 27 ottobre-3 novembre 2013 | Thailandia              | 3     | Cina Corea del Sud Giappone                 |
| FIBA EuroBasket Women 2013                | 15–30 giugno 2013          | Francia                 | 5     | Bielorussia Francia Rep. Ceca Serbia Spagna |
| FIBA Oceania Championship for Women 2013  | 14-16 agosto 2013          | Nuova Zelanda Australia | 1     | Australia                                   |
| TOTALE                                    |                            |                         | 16    |                                             |

Le squadre sono divise in 4 gironi di quattro squadre ciascuna con il sorteggio effettuato il 15 marzo 2014.
| Gruppo A - Brasile - Rep. Ceca - Giappone - Spagna | Gruppo B - Canada - Francia - Mozambico - Turchia | Gruppo C - Australia - Bielorussia - Cuba - Corea del Sud | Gruppo D - Angola - Cina - Serbia - Stati Uniti |

Per la seconda fase tutte le partite sono ad eliminazione diretta, con le prime di ogni girone che si qualificano direttamente per i quarti di finale, mentre le seconde e terze si incontrano in 4 incontri di qualificazione ai quarti di finale. Successivamente di disputano semifinali e finali, comprese quelle di classificazione fino all'ottavo posto.

## Sedi delle partite
| Impianto           | Spettatori | Foto | Città              |
| ------------------ | ---------- | ---- | ------------------ |
| Ülker Sports Arena | 13.000     |      | Istanbul (Turchia) |
| Abdi İpekçi Arena  | 11.000     |      | Istanbul (Turchia) |
| Ankara Arena       | 10.400     |      | Ankara (Turchia)   |

## Gironi di qualificazione
La prima di ogni girone si qualifica ai quarti di finale, mentre le seconde e terze si sfidano agli ottavi di finale, incrociando i gironi A con B e C con D, le ultime di ogni girone sono eliminate. Tutti gli orari riportati sono orari locali UTC+3. I gruppi A e B si sono svolti alla Ankara Arena di Ankara, mentre i gruppi C e D si sono giocati ad Istanbul alla Abdi İpekçi Arena.

### Gruppo A
| Squadra     | Pt | V | P | PF  | PS  | Dif |
| ----------- | -- | - | - | --- | --- | --- |
| 1 Spagna    | 6  | 3 | 0 | 224 | 149 | +75 |
| 2 Rep. Ceca | 5  | 2 | 1 | 182 | 179 | +3  |
| 3 Brasile   | 4  | 1 | 2 | 190 | 207 | -17 |
| 4 Giappone  | 3  | 0 | 3 | 163 | 224 | -61 |

| 27 settembre 2014 |   |           |         |        |           |                                                              |
| Giappone          | - | Spagna    | 50 - 74 | Ankara | ore 16.15 | referto Archiviato il 22 settembre 2014 in Internet Archive. |
| Brasile           | - | Rep. Ceca | 55 - 68 | Ankara | ore 21.15 | referto Archiviato il 22 settembre 2014 in Internet Archive. |
| 28 settembre 2014 |   |           |         |        |           |                                                              |
| Rep. Ceca         | - | Giappone  | 71 - 57 | Ankara | ore 16.15 | referto Archiviato il 6 ottobre 2014 in Internet Archive.    |
| Spagna            | - | Brasile   | 83 - 56 | Ankara | ore 21.15 | referto Archiviato il 6 ottobre 2014 in Internet Archive.    |
| 30 settembre 2014 |   |           |         |        |           |                                                              |
| Brasile           | - | Giappone  | 79 - 56 | Ankara | ore 14.00 | referto Archiviato il 6 ottobre 2014 in Internet Archive.    |
| Spagna            | - | Rep. Ceca | 67 - 43 | Ankara | ore 16.15 | referto Archiviato il 6 ottobre 2014 in Internet Archive.    |

### Gruppo B
| Squadra     | Pt | V | P | PF  | PS  | Dif |
| ----------- | -- | - | - | --- | --- | --- |
| 1 Turchia   | 6  | 3 | 0 | 169 | 146 | +23 |
| 2 Francia   | 5  | 2 | 1 | 200 | 154 | +46 |
| 3 Canada    | 4  | 1 | 2 | 172 | 172 | 0   |
| 4 Mozambico | 3  | 0 | 3 | 153 | 222 | -69 |

| 27 settembre 2014 |   |           |         |        |           |                                                              |
| Mozambico         | - | Canada    | 54 - 69 | Ankara | ore 14.00 | referto Archiviato il 22 settembre 2014 in Internet Archive. |
| Turchia           | - | Francia   | 50 - 48 | Ankara | ore 19.00 | referto Archiviato il 22 settembre 2014 in Internet Archive. |
| 28 settembre 2014 |   |           |         |        |           |                                                              |
| Francia           | - | Mozambico | 89 - 45 | Ankara | ore 14.00 | referto Archiviato il 22 settembre 2014 in Internet Archive. |
| Canada            | - | Turchia   | 44 - 55 | Ankara | ore 19.00 | referto Archiviato il 25 settembre 2015 in Internet Archive. |
| 30 settembre 2014 |   |           |         |        |           |                                                              |
| Mozambico         | - | Turchia   | 54 - 64 | Ankara | ore 19.00 | referto Archiviato il 25 settembre 2015 in Internet Archive. |
| Francia           | - | Canada    | 63 - 59 | Ankara | ore 21.15 | referto Archiviato il 7 ottobre 2014 in Internet Archive.    |

### Gruppo C
| Squadra         | Pt | V | P | PF  | PS  | Dif  |
| --------------- | -- | - | - | --- | --- | ---- |
| 1 Australia     | 6  | 3 | 0 | 264 | 156 | +108 |
| 2 Bielorussia   | 5  | 2 | 1 | 185 | 220 | -35  |
| 3 Cuba          | 4  | 1 | 2 | 199 | 217 | -18  |
| 4 Corea del Sud | 3  | 0 | 3 | 175 | 230 | -55  |

| 27 settembre 2014 |   |               |         |          |           |                                                              |
| Cuba              | - | Australia     | 57 - 90 | Istanbul | ore 14.15 | referto Archiviato il 22 settembre 2014 in Internet Archive. |
| Corea del Sud     | - | Bielorussia   | 64 - 70 | Istanbul | ore 16.30 | referto Archiviato il 22 settembre 2014 in Internet Archive. |
| 28 settembre 2014 |   |               |         |          |           |                                                              |
| Australia         | - | Corea del Sud | 87 - 54 | Istanbul | ore 14.15 | referto Archiviato il 22 settembre 2014 in Internet Archive. |
| Bielorussia       | - | Cuba          | 70 - 69 | Istanbul | ore 19.15 | referto Archiviato il 6 ottobre 2014 in Internet Archive.    |
| 30 settembre 2014 |   |               |         |          |           |                                                              |
| Australia         | - | Bielorussia   | 87 - 45 | Istanbul | ore 16.30 | referto Archiviato il 6 ottobre 2014 in Internet Archive.    |
| Corea del Sud     | - | Cuba          | 57 - 73 | Istanbul | ore 19.15 | referto Archiviato il 6 ottobre 2014 in Internet Archive.    |

### Gruppo D
| Squadra       | Pt | V | P | PF  | PS  | Dif  |
| ------------- | -- | - | - | --- | --- | ---- |
| 1 Stati Uniti | 6  | 3 | 0 | 300 | 174 | +126 |
| 2 Serbia      | 5  | 2 | 1 | 241 | 199 | +42  |
| 3 Cina        | 4  | 1 | 2 | 184 | 191 | -7   |
| 4 Angola      | 3  | 0 | 3 | 125 | 286 | -161 |

| 27 settembre 2014 |   |             |          |          |           |                                                              |
| Serbia            | - | Angola      | 102 - 42 | Istanbul | ore 19.15 | referto Archiviato il 22 settembre 2014 in Internet Archive. |
| Cina              | - | Stati Uniti | 56 - 87  | Istanbul | ore 21.30 | referto Archiviato il 22 settembre 2014 in Internet Archive. |
| 28 settembre 2014 |   |             |          |          |           |                                                              |
| Angola            | - | Cina        | 39 - 65  | Istanbul | ore 16.30 | referto Archiviato il 22 settembre 2014 in Internet Archive. |
| Stati Uniti       | - | Serbia      | 94 - 74  | Istanbul | ore 21.30 | referto Archiviato il 22 settembre 2014 in Internet Archive. |
| 30 settembre 2014 |   |             |          |          |           |                                                              |
| Serbia            | - | Cina        | 65 - 63  | Istanbul | ore 14.15 | referto Archiviato il 6 ottobre 2014 in Internet Archive.    |
| Stati Uniti       | - | Angola      | 119 - 44 | Istanbul | ore 21.30 | referto Archiviato il 6 ottobre 2014 in Internet Archive.    |

## Fase Finale ad eliminazione diretta
| Qualif. ai Quarti | Qualif. ai Quarti |  |  | Quarti                | Quarti                |  |             | Semifinali      | Semifinali      |  |                 | Finale          | Finale |
|                   |                   |  |  |                       |                       |  |             |                 |                 |  |                 |                 |        |
|                   |                   |  |  | Spagna                | 71                    |  |             |                 |                 |  |                 |                 |        |
| Bielorussia       | 67                |  |  | Cina                  | 55                    |  |             |                 |                 |  |                 |                 |        |
| Cina              | 72                |  |  |                       |                       |  | Spagna      | 66              |                 |  |                 |                 |        |
| Serbia            | 86                |  |  |                       |                       |  | Turchia     | 56              |                 |  |                 |                 |        |
| Cuba              | 79                |  |  | Serbia                | 61                    |  |             |                 |                 |  |                 |                 |        |
|                   |                   |  |  | Turchia               | 62                    |  |             |                 |                 |  |                 |                 |        |
|                   |                   |  |  |                       |                       |  |             |                 |                 |  | Spagna          | 64              |        |
|                   |                   |  |  |                       |                       |  |             |                 |                 |  | Stati Uniti     | 77              |        |
|                   |                   |  |  | Australia             | 63                    |  |             |                 |                 |  |                 |                 |        |
| Rep. Ceca         | 71                |  |  | Canada                | 52                    |  |             |                 |                 |  |                 |                 |        |
| Canada            | 91                |  |  |                       |                       |  | Australia   | 70              |                 |  |                 |                 |        |
| Francia           | 61                |  |  |                       |                       |  | Stati Uniti | 82              |                 |  | Finale 3º Posto | Finale 3º Posto |        |
| Brasile           | 48                |  |  | Francia               | 72                    |  |             |                 |                 |  | Turchia         | 44              |        |
|                   |                   |  |  | Stati Uniti           | 94                    |  |             |                 |                 |  |                 | Australia       | 74     |
|                   |                   |  |  |                       |                       |  |             |                 |                 |  |                 |                 |        |
|                   |                   |  |  | Classificazione 5°-8° | Classificazione 5°-8° |  |             | Finale 5º posto | Finale 5º posto |  |                 |                 |        |
|                   |                   |  |  |                       |                       |  |             |                 |                 |  |                 |                 |        |
|                   |                   |  |  | Cina                  | 85                    |  |             | Cina            | 53              |  |                 |                 |        |
|                   |                   |  |  | Serbia                | 69                    |  |             | Canada          | 61              |  |                 |                 |        |
|                   |                   |  |  |                       |                       |  |             |                 |                 |  |                 |                 |        |
|                   |                   |  |  |                       |                       |  |             | Finale 7º posto |                 |  |                 |                 |        |
|                   |                   |  |  |                       |                       |  |             |                 |                 |  |                 |                 |        |
|                   |                   |  |  | Canada                | 55                    |  | Serbia      | 74              |                 |  |                 |                 |        |
|                   |                   |  |  | Francia               | 40                    |  |             | Francia         | 88              |  |                 |                 |        |

### Qualificazione per i Quarti di Finale
| 1º ottobre 2014 |   |         |         |                              |           |                                                           |
| Rep. Ceca       | - | Canada  | 71 - 91 | Ankara - Ankara Arena        | ore 16.15 | referto Archiviato il 3 ottobre 2014 in Internet Archive. |
| Francia         | - | Brasile | 61 - 48 | Ankara - Ankara Arena        | ore 19.00 | referto Archiviato il 3 ottobre 2014 in Internet Archive. |
| Bielorussia     | - | Cina    | 67 - 72 | Istanbul - Abdi İpekçi Arena | ore 19.15 | referto Archiviato il 3 ottobre 2014 in Internet Archive. |
| Serbia          | - | Cuba    | 86 - 79 | Istanbul - Abdi İpekçi Arena | ore 21.30 | referto Archiviato il 3 ottobre 2014 in Internet Archive. |

### Quarti di Finale
| 3 ottobre 2014 |   |         |         |                               |           |                                                           |
| Australia      | - | Canada  | 63 - 52 | Istanbul - Ülker Sports Arena | ore 14.00 | referto                                                   |
| Spagna         | - | Cina    | 71 - 55 | Istanbul - Ülker Sports Arena | ore 16.15 | referto Archiviato il 4 ottobre 2014 in Internet Archive. |
| Turchia        | - | Serbia  | 62 - 61 | Istanbul - Ülker Sports Arena | ore 19.00 | referto Archiviato il 4 ottobre 2014 in Internet Archive. |
| Stati Uniti    | - | Francia | 94 - 72 | Istanbul - Ülker Sports Arena | ore 21.15 | referto Archiviato il 6 ottobre 2014 in Internet Archive. |

### Classificazione 5º-8º Posto
| 4 ottobre 2014 |   |         |         |                               |           |                                                           |
| Cina           | - | Serbia  | 85 - 69 | Istanbul - Ülker Sports Arena | ore 14.00 | referto Archiviato il 6 ottobre 2014 in Internet Archive. |
| Canada         | - | Francia | 55 - 40 | Istanbul - Ülker Sports Arena | ore 16.15 | referto Archiviato il 6 ottobre 2014 in Internet Archive. |

### Semifinali
| 4 ottobre 2014 |   |             |         |                               |           |                                                           |
| Spagna         | - | Turchia     | 66 - 56 | Istanbul - Ülker Sports Arena | ore 19.00 | referto Archiviato il 5 ottobre 2014 in Internet Archive. |
| Australia      | - | Stati Uniti | 70 - 82 | Istanbul - Ülker Sports Arena | ore 21.15 | referto Archiviato il 6 ottobre 2014 in Internet Archive. |

### Finale 7º Posto
| 5 ottobre 2014 |   |         |         |                               |           |                                                           |
| Serbia         | - | Francia | 74 - 88 | Istanbul - Ülker Sports Arena | ore 14.00 | referto Archiviato il 6 ottobre 2014 in Internet Archive. |

### Finale 5º Posto
| 5 ottobre 2014 |   |        |         |                               |           |                                                           |
| Cina           | - | Canada | 53 - 61 | Istanbul - Ülker Sports Arena | ore 16.15 | referto Archiviato il 6 ottobre 2014 in Internet Archive. |

### Finale 3º Posto
| 5 ottobre 2014 |   |           |         |                               |           |                                                           |
| Turchia        | - | Australia | 44 - 74 | Istanbul - Ülker Sports Arena | ore 19.00 | referto Archiviato il 7 ottobre 2014 in Internet Archive. |

## Finale
| Arbitri: | Roberto Chiari Jasmina Juras Karen Lasuik |

|             |          |           |
| Lyttle 16   | Punti    | 10 Moore  |
| Lyttle 4    | Assist   | 8 Taurasi |
| Nicholls 11 | Rimbalzi | 8 Charles |

## Classifica finale
| Campione del Mondo | Campione del Mondo | Campione del Mondo |
| --- | ------------------ | --- |
| Stati Uniti4 Whalen, 5 Augustus, 6 Bird, 7 Moore, 8 McCoughtry, 9 Sims, 10 Stewart, 11 Dupree, 12 Taurasi, 13 Ogwumike, 14 Charles, 15 Griner, All. Geno Auriemma |                    | |
| Argento | Spagna             | Spagna4 Nicholls, 5 Romero, 6 Domínguez, 7 Torrens, 8 Rodríguez, 9 Palau, 10 Xargay, 11 Martínez, 12 Gil, 13 Pascua, 14 Lyttle, 15 Cruz, All. Lucas Mondelo                         |
| Bronzo | Australia          | Australia4 Lavey, 5 Mitchell, 6 Allen, 7 Taylor, 8 Richards, 9 Burton, 10 Jarry, 11 Hodges, 12 Snell, 13 Phillips, 14 Tolo, 15 Francis, All. Brendan Joyce                          |
| 4. | Turchia            | Turchia4 Palazoğlu, 5 Canıtez, 6 Köksal, 7 Vardarlı, 8 Dalgalar, 9 Tunçluer, 10 Alben, 11 Yılmaz, 12 Sanders, 13 Şenyürek, 14 İvegin, 15 Çağlar, All. Ceyhun Yıldızoğlu             |
| 5. | Canada             | Canada4 Langlois, 5 Nurse, 6 Thorburn, 7 Pilypaitis, 8 Smith, 9 Ayim, 10 Fields, 11 K. Plouffe, 12 Murphy, 13 Tatham, 14 Boogaard, 15 M. Plouffe, All. Lisa Thomaidis               |
| 6. | Cina               | Cina4 Yang, 5 Chen, 6 Li, 7 Shao, 8 Huang J., 9 Ji, 10 Lu, 11 Cheng, 12 Gao, 13 Sun, 14 Huang H., 15 Zhang, All. Tom Maher                                                          |
| 7. | Francia            | Francia4 Lardy, 5 Miyem, 6 Tchatchouang, 7 Gruda, 8 Tanqueray, 9 Dumerc, 10 Căta-Chiţiga, 11 Gomis, 12 Amant, 13 Skrela, 14 Salagnac, 15 Ciak, All. Valérie Garnier                 |
| 8. | Serbia             | Serbia4 Radočaj, 5 Mandić, 6 Čađo, 7 Krnjić, 8 Jovanović, 9 Milovanović, 10 Butulija, 11 Ajduković, 12 Marković, 13 M. Dabović, 14 A. Dabović, 15 Rad, All. Marina Maljković        |
| 9. | Rep. Ceca          | Rep. Ceca4 Veselá, 5 Zrůstová, 6 Hejdová, 7 Hanušová, 8 Burgrová, 9 Bartoňová, 10 Vyoralová, 11 Elhotová, 12 Sedláková, 13 Kulichová, 14 Pecková, 15 Vítečková, All. Lubor Blažek   |
| 10. | Bielorussia        | Bielorussia4 Drodz, 5 Tarasava, 6 Snycina, 7 Zjuz'kova, 8 Lichtarovič, 9 Anufryenka, 10 Papova, 11 Leŭčanka, 12 Vojšal', 13 Troina, 14 Trafimava, 15 Vaškevič, All. Rimantas Grigas |
| 11. | Brasile            | Brasile4 Adrianinha, 5 Débora, 6 Joice Coelho, 7 Patty, 8 Tainá, 9 Jaqueline, 10 Tati, 11 Clarissa, 12 Damiris, 13 Nádia, 14 Érika, 15 Ramona, All. Luiz Zanon                      |
| 12. | Cuba               | Cuba4 Ochoa, 5 Casanova, 6 Galindo, 7 Gelis, 8 Romero, 9 Amargo, 10 Povea, 11 Cepeda, 12 Noblet, 13 Fernández, 14 Oquendo, 15 Ávila, All. Alberto Zabala                            |
| 13. | Corea del Sud      | Corea del Sud4 Kim Si., 5 Kim Yeon-ju, 6 Hong A., 7 Hong B., 8 Sin, 9 Kim So., 10 Bae, 11 Choe, 12 Kang, 13 Lee, 14 Kim Su., 15 Park, All. Kim Yeong-ju                             |
| 14. | Giappone           | Giappone4 Ōba, 5 Takada, 6 Mamiya, 7 Yamamoto, 8 Miyamoto, 9 Kudeken, 10 Tokashiki, 11 Kurihara, 12 Nagaoka, 13 Ōga, 14 Miyazawa, 15 Ō, All. Tomohide Utsumi                        |
| 15. | Mozambico          | Mozambico4 Manhonga, 5 Ngulela, 6 Azinheira, 7 Cossa, 8 Chambe, 9 Halar, 10 Micato, 11 Dongue, 12 Muianga, 13 Mahoche, 14 Mafanela, 15 Gimo, All. Nasir Salé                        |
| 16. | Angola             | Angola4 Eusébio, 5 Eduardo, 6 Gala, 7 Viegas, 8 Gonçalves, 9 Afonso, 10 Guadalupe, 11 Tomás, 12 Golome, 13 Maurício, 14 Manuel, 15 Filipe, All. Aníbal Moreira                      |

## Riconoscimenti

### MVP
Maya Moore -  Stati Uniti

### Miglior quintetto
- Alba Torrens -  Spagna
- Sancho Lyttle -  Spagna
- Penny Taylor -  Australia
- Brittney Griner -  Stati Uniti
- Maya Moore -  Stati Uniti